# Robert Christgau
Robert Christgau (New York, 18 aprile 1942) è un giornalista e critico musicale statunitense.
Famoso per essere stato uno dei primi a recensire brani di musica rock, Christgau è noto anche per l'ideazione fin dal 1969 della sua rubrica Consumer Guide ("La guida del consumatore"), che si prefigge lo scopo di fornire un orientamento alla scelta nella sterminata offerta musicale. Inoltre è stato per ben 37 anni curatore della rubrica musicale della rivista The Village Voice.

## Biografia
Christgau crebbe nel quartiere Queens, a New York, dove egli riferisce di essere diventato un fan del rock and roll ascoltando il disc jockey Alan Freed nel 1954. Lasciò New York per quattro anni per frequentare il Dartmouth College, diplomandosi nel 1962 con un dottorato in lingua inglese. Mentre frequentava il college, gli interessi musicali di Christgau si orientavano verso il jazz, ma velocemente tornò a prediligere il rock dopo essere tornato a New York. Secondo quanto riferito dallo stesso Christgau, l'album di Miles Davis Sketches of Spain del 1960 diede inizio alla sua fase di disillusione nei confronti della musica jazz che provocò il suo ritorno al rock and roll.

## Carriera
Christgau iniziò a scrivere racconti brevi, per poi nel 1964 diventare un giornalista sportivo, e successivamente, giornalista di cronaca nera per il Newark Star-Ledger. Divenne uno scrittore freelance dopo che una storia da lui scritta circa una donna uccisa in New Jersey fu pubblicata sulla rivista New York Magazine. Quindi gli venne chiesto di occuparsi della rubrica musicale della rivista Esquire, con il quale iniziò la collaborazione nel 1967. Dopo l'esperienza Esquire, Christgau si trasferì al The Village Voice nel 1969, mantenendo in contemporanea il suo lavoro come insegnante di inglese al college.
All'inizio del 1972, accettò un impiego a tempo pieno come critico musicale del Newsday. Nel 1974 Christgau fece ritorno al Village Voice in qualità di caporedattore musicale. Vi rimase fino all'agosto 2006, quando venne licenziato a seguito dell'acquisizione del giornale da parte del gruppo New Times Media. Due mesi dopo, iniziò a collaborare con Rolling Stone. Nel 2007, Christgau venne licenziato da Rolling Stone, anche se continuò a lavorare per la rivista per altri tre mesi. A partire da marzo 2008, lavorò per Blender, in qualità di "critico senior" per tre numeri, e in seguito come "collaboratore esterno". Christgau continuò a scrivere per Blender fino alla cessazione della pubblicazione della rivista nel marzo 2009. Altre sporadiche collaborazioni nel corso della sua carriera sono stati vari articoli scritti per riviste come Playboy, Spin, e Creem.

### Consumer Guide
Christgau è forse meglio conosciuto per la sua rubrica Consumer Guide ("Guida del consumatore"), pubblicata più o meno ogni mese sin dal 1969, sul Village Voice, e per breve tempo anche su Newsday. Nel dicembre 2006, la rubrica si trasferì on line su MSN Music. Nella sua forma originale, la Consumer Guide consisteva di 18-20 singoli paragrafi dedicati alle recensioni degli album, ognuno dei quali giudicati con un voto da A+ a E–.
Nel 1990, Christgau cambiò il formato della sua Consumer Guide con 6 o 8 recensioni di dischi giudicati B+ o superiori, una recensione "Dud of the Month" giudicata B o peggio, e tre liste: "Honorable Mention" (album B+ non recensiti singolarmente), "Choice Cuts" (canzoni eccellenti su album raccomandati), e "Duds". Per diversi anni, ci furono due edizioni speciali della Consumer Guide: "The Turkey Shoot" (tradizionalmente pubblicata nella settimana del Giorno del Ringraziamento), e una versione natalizia che raggruppava i migliori dischi dell'anno giudicati A o A+.

### Attacchi personali
Lou Reed mise su nastro un'invettiva contro Christgau e la incluse nel suo album dal vivo Live: Take No Prisoners del 1978: «Critici. Cosa fa Robert Christgau a letto? Voglio dire, è uno che fotte con i giochi erotici? [...] A Consumer's Guide to Rock, che coglione... Potete immaginare cosa voglia dire lavorare per un anno intero del cazzo, per poi ricevere una B+ da qualche stronzo del Village Voice?» Christgau recensì l'album di Reed con una C+ scrivendo: "Ringrazio Lou per aver pronunciato correttamente il mio nome". Un altro violento attacco giunse anni dopo da parte dei Sonic Youth nella loro canzone Kill Yr Idols (all'epoca conosciuta come I Killed Christgau with My Big Fucking Dick), nella quale cantano: «I don't know why / You wanna impress Christgau / Ah let that shit die / And find out the new goal» ("Non capisco perché / Vuoi impressionare Christgau / Ah! lascia morire quella merda / e trovati un altro scopo nella vita"); Christgau rispose scrivendo: "L'idolatria è per le rockstar, persino per dei manichini rock come questi bohémien impotenti; i critici vogliono solo un po' di rispetto".

### Pazz & Jop
Nel 1971, Christgau inaugurò l'annuale concorso Pazz & Jop. I risultati di tale concorso vengono pubblicati sul Village Voice ogni febbraio, ed indicano la lista "top ten" dei migliori dischi a giudizio di vari critici musicali di tutti gli Stati Uniti. Ogni pubblicazione dei risultati è accompagnata da una dettagliata analisi da parte di Christgau. Il Village Voice ha proseguito la pubblicazione del Pazz & Jop anche dopo l'abbandono da parte di Christgau, che anche se non ne cura più l'edizione ha continuato a parteciparvi come votante.

## Stile e gusti

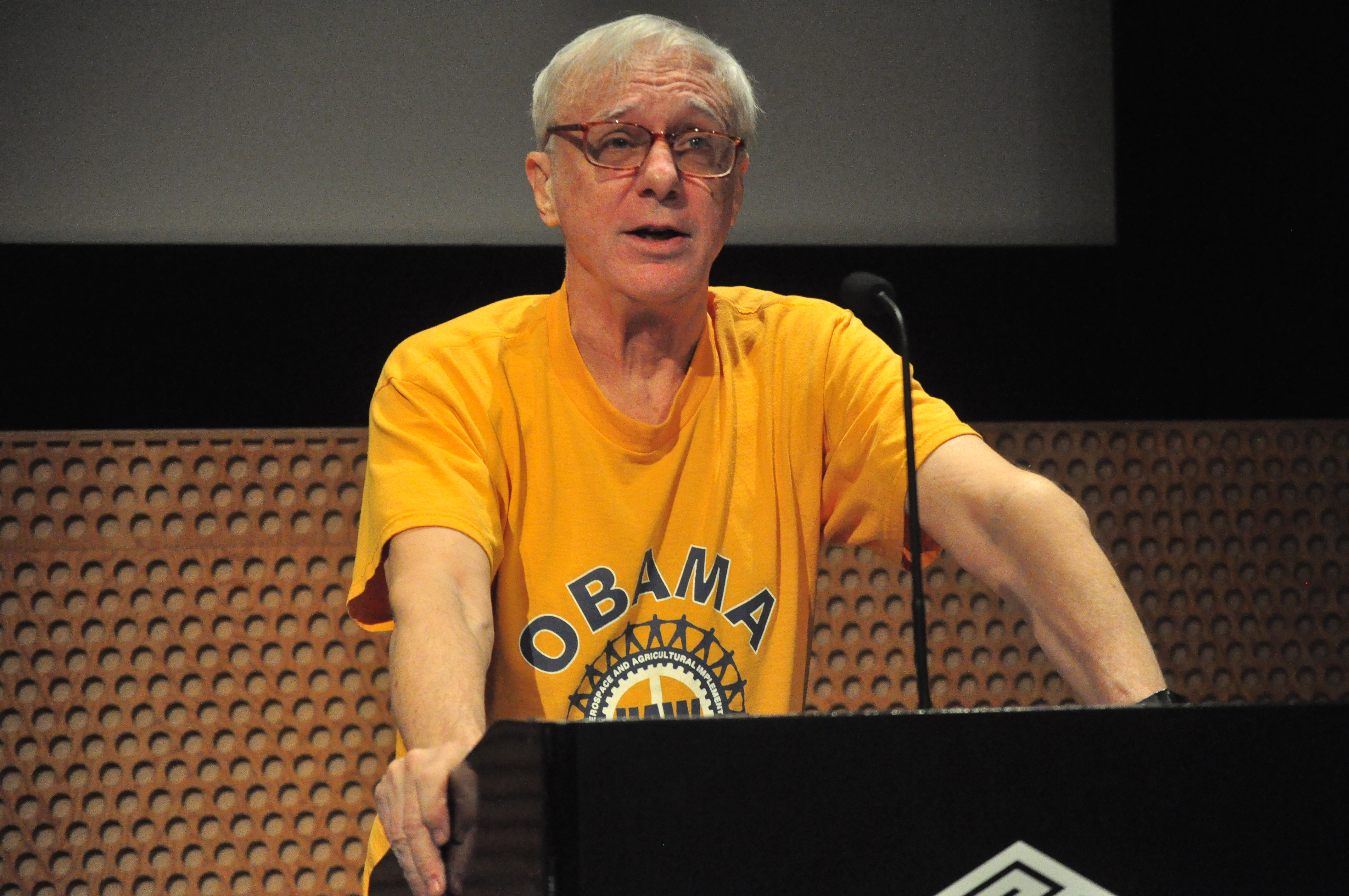
Christgau nel 2014 durante una conferenza.

Christgau cita Louis Armstrong, Thelonious Monk, Chuck Berry, Beatles, e New York Dolls come suoi primi cinque artisti preferiti in assoluto.
Christgau ammette apertamente i suoi gusti musicali. Ha dichiarato di non gradire generi quali l'heavy metal, l'art rock, il progressive rock, il bluegrass, il gospel, il folk irlandese, e la fusion, anche se in qualche caso ha raccomandato album della maggior parte di questi generi musicali.

## Controversie
- Nel dicembre 1980, Christgau provocò risposte irate da parte di alcuni lettori del Village Voice quando nella sua rubrica riportò il commento che sua moglie Carola Dibbell aveva fatto circa l'omicidio di John Lennon: «Perché deve sempre capitare a persone come Bobby Kennedy o John Lennon? Perché non capita mai a Richard Nixon o Paul McCartney?»[16]